# Église de la Résurrection de Strasbourg
Pour les articles homonymes, voir Église de la Résurrection.
L'église de la Résurrection est une église protestante luthérienne située rue du Commandant François dans le quartier du Neuhof à Strasbourg. La paroisse est membre de l'Union des Églises protestantes d'Alsace et de Lorraine.